# آلن هیل (بازیکن فوتبال، زاده ۱۹۳۳)
آلن هیل (انگلیسی: Alan Hill؛ ۱ ژوئیهٔ ۱۹۳۳ – ژوئیه ۲۰۱۰ (۷۷ ساله)) بازیکن فوتبال اهل بریتانیا بود.
از باشگاه‌هایی که در آن بازی کرده‌بود می‌توان به باشگاه فوتبال ترانمره راورز اشاره کرد.